# 2013 au Mali
Chronologie du Mali
2011 au Mali - 2012 au Mali - 2013 au Mali - 2014 au Mali - 2015 au Mali
- 2011 par pays en Afrique - 2012 par pays en Afrique - 2013 par pays en Afrique - 2014 par pays en Afrique -2015 par pays en Afrique 

## Chronologie

### Janvier 2013
- Jeudi  3 janvier, un communiqué publié par l'agence privée mauritanienne Sahara Média, Iyad ag Ghali, leader d’Ansar Dine annonce qu’il « décide de retirer l'offre de cessation des hostilités »[1]

- Lundi 7 janvier,  des sources militaires indiquent que plusieurs colonnes de jihadistes lourdement armés sont descendues vers les lignes de démarcation dans la région de Mopti et auraient atteint la zone de Bourei, à 25 kilomètres du dernier poste tenu par les forces maliennes[2]. Dans la nuit du lundi au mardi, l’armée malienne effectue des tirs de sommations et avance vers Douentza[3].

- Jeudi 10 janvier :
  - les djihadistes attaquent Konna au cours d’une bataille à l’issue de laquelle ils contrôlent la ville. L’armée malienne se replie sur Sévaré[4]. 
  - Le conseil de sécurité de l'ONU réuni en urgence à la demande de la France exprime sa « profonde inquiétude relative aux mouvements militaires et aux attaques de terroristes islamistes signalés dans le nord du Mali, en particulier la prise de la ville de Konna ». Gérard Araud, ambassadeur français auprès des Nations unies annonce que le gouvernement malien a lancé un appel à l’aide militaire[5].

- Vendredi 11 janvier :
  - Le président français François Hollande annonce que « Paris répondra strictement dans le cadre des résolutions du Conseil de sécurité de l'ONU à la demande d'aide militaire des autorités maliennes face aux groupes islamistes armés », considérant être face à « une agression caractérisée qui met en cause l'existence même du Mali »[6].
  - L’armée malienne soutenue par l’aviation française entame la contre-offensive sur Konna[6].
  - L’Union africaine demande à ses États membres d’apporter l’appui nécessaire au gouvernement malien. Nkosazana Dlamini-Zuma, présidente de la commission de l’Union africaine réitère le soutien de l’organisation africaine aux autorités maliennes de transition, en particulier au président Dioncounda Traoré et au Premier ministre Diango Cissoko [6].
  - Kadré Désiré Ouédraogo, président de la commission de la communauté économique des États de l'Afrique de l'Ouest (Cédéao), déclare que l’organisation ouest-africaine « approuve et soutient l’initiative française et appelle les autres partenaires à faire de même »[6].
  - Moussa Sinko Coulibaly, ministre de l’Intérieur et de l’Administration territoriale annonce que  l’état d’urgence entre en vigueur « immédiatement et sur toute l’étendue du territoire national »[6].

- Samedi 12 et dimanche 13 janvier, l’aviation française bombarde les positions djihadistes dans le nord du pays[7],[8].

- Lundi 14 janvier, une force djihadiste d'environ 400 hommes, touaregs mais aussi arabes et noirs francophones et anglophones,  prend le contrôle de Diabaly après des combats avec l'armée malienne [9]. la nuit du lundi au mardi, l’armée française réplique par des frappes aériennes[10].

- Jeudi 17 janvier, l'armée malienne déclare avoir repris le contrôle de Konna[11].

- Mardi 22 janvier, l’aviation française bombarde un camp d'AQMI à Tombouctou[12].

- Dans la nuit du jeudi au vendredi 25 janvier, les armées française et malienne ont pris le contrôle de la ville de Hombori[13].

- Samedi 26 janvier, les armées malienne et française libèrent la ville de Léré[14].

- Samedi 26 janvier et dimanche 27 janvier, les armées malienne et française prennent le contrôle de Gao.

- Lundi 28 janvier :
  - la ville de Tombouctou est contrôlée par les armées française et malienne[15]
  - Le Mouvement national de libération de l'Azawad (MNLA) et le Mouvement islamiste de l'Azawad (MIA) affirment chacun avoir pris le contrôle de Kidal [15].

- Mardi 29 janvier, les forces armées malienne et tchadienne rentrent dans Ansongo et en prennent le contrôle[16].

- Mercredi 30 janvier, les forces françaises prennent le contrôle de l’aéroport de Kidal mais sont bloquées par une tempête de sable[17]

- Jeudi 31 janvier, des soldats tchadiens arrivent à Kidal pour sécuriser la ville aux côtés des militaires français[18].

### Février 2013
- 24 février : combat du Timétrine.